# Herrfotboll

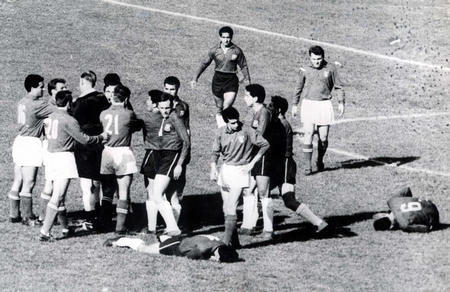
Män som spelar fotboll under Fotbolls-VM 1962 i Chile.

Herrfotboll är fotboll spelad huvudsakligen av män.

## Förutsättningar

### Internationellt
I tävlingar som arrangeras av FIFA är det inte tillåtet för kvinnor att spela i herrlag, ej heller det omvända.

## Turneringar
| A-landslag (världsranking)          | Ungdomslandslag                                                  | Klubblag |
| ----------------------------------- | ---------------------------------------------------------------- | --- |
| Världsmästerskap Confederations Cup | Olympiska spelen (U23) U20-världsmästerskap U17-världsmästerskap | AFC Champions League CAF Champions League OFC Champions League Uefa Champions League Världsmästerskap Premier League Serie A La Liga Bundesliga Ligue 1 Allsvenskan |